# Las Güiras
Las Güiras är en ort i Mexiko.   Den ligger i kommunen Chicontepec och delstaten Veracruz, i den sydöstra delen av landet, 210 km nordost om huvudstaden Mexico City. Las Güiras ligger 151 meter över havet och antalet invånare är 141.
Terrängen runt Las Güiras är huvudsakligen platt, men västerut är den kuperad. Runt Las Güiras är det ganska tätbefolkat, med 83 invånare per kvadratkilometer. Närmaste större samhälle är Chicontepec de Tejada, 12,7 km sydväst om Las Güiras. Trakten runt Las Güiras består till största delen av jordbruksmark.